# Sabrina Simader
Sabrina Simader, née le 13 avril 1998 à Kilifi, est une skieuse alpine austro-kényane.

## Carrière
Née en 1998 au Kenya, Sabrina Simader vit en Autriche depuis l'âge de 3 ans. Elle apprend à skier auprès de son beau-père, qui possède un téléski, puis intègre une école de ski. Elle participe à sa première compétition à l'âge de 15 ans. Elle prend part aux Jeux olympiques de la jeunesse d'hiver de 2016 à Lillehammer en Norvège puis aux Championnats du monde de ski alpin 2017 à Saint Moritz en Suisse.C'est la première femme kényane à y participer, et à se qualifier pour les épreuves du slalom géant et du super-G aux Jeux olympiques de 2018 à Pyeongchang en Corée du Sud. Elle devient ainsi la deuxième personne après Philip Boit, et la première femme à représenter le Kenya aux Jeux olympiques d'hiver,,.
Elle est porte-drapeau du Kenya à la cérémonie d'ouverture des Jeux olympiques d'hiver de 2018.